# Opwijk
Opwijk este o comună în provincia Brabantul Flamand, în Flandra, una dintre cele trei regiuni ale Belgiei. Comuna este formată din localitățile Opwijk și Mazenzele. Suprafața totală este de 19,69 km². Comuna Opwijk este situată în zona flamandă vorbitoare de limba neerlandeză a Belgiei. La 1 ianuarie 2008 comuna avea o populație totală de 12.575 locuitori. 